# إيموجن هسلل
إيموجن هسلل (بالإنجليزية: Imogen Hassall)‏ هي ممثلة بريطانية، ولدت في 25 أغسطس 1942 في ووكينغ في المملكة المتحدة، وتوفيت في 16 نوفمبر 1980 في ويمبلدون في المملكة المتحدة بسبب جرعة زائدة.

## وصلات خارجية
- إيموجن هسلل على موقع IMDb (الإنجليزية)
- إيموجن هسلل على موقع ألو سيني (الفرنسية)
- إيموجن هسلل على موقع أول موفي (الإنجليزية)
- إيموجن هسلل على موقع قاعدة بيانات الأفلام السويدية (السويدية)
- إيموجن هسلل على موقع قاعدة بيانات الفيلم (الإنجليزية)
- إيموجن هسلل على موقع كينوبويسك (الروسية)